# Viaduc de Mirandol
Le viaduc de Mirandol est un viaduc ferroviaire pour le Translozérien réalisé en maçonnerie et franchissant le Chassezac et la RD 6. Il est situé à l'ouest de la commune de Mont Lozère et Goulet (ancienne commune de Chasseradès), en Lozère, dans la région Occitanie.

## Situation ferroviaire
Établi à 1 111 mètres d'altitude, le viaduc de Mirandol est situé au point kilométrique (PK) 681,412 de la ligne du Monastier à La Bastide-Saint-Laurent-les-Bains, entre la gare fermée de Daufage-Le Goulet et la gare de Chasseradès. Ce qui est communément appelé viaduc de Mirandol est de fait la succession immédiate de deux viaducs à peine séparés par un éperon rocheux : le grand viaduc traversant le Chassezac de 168 m et le petit viaduc de 62 m (voir photo ci-contre).
A chaque extrémité du viaduc se trouve une galerie pare-congère.

## Histoire
Le viaduc supporte la ligne du Monastier à La Bastide-Saint-Laurent-les-Bains dont le tronçon de Mende à La Bastide a été inauguré le 15 novembre 1902 et qui culmine à 1 215 m à la halte de Larzalier.
Cette ligne est soutenue par la région Occitanie.

## Caractéristiques
Les caractéristiques principales sont les suivantes :
- Hauteur : 30 m
- Longueur totale : 168 m
- Largeur : 4,50 m entre parapets
- Rayon de courbure : 150 m[4]
- Déclivités jusqu'à 27,5 mm/m
- Nombre d'arches :

## Galerie

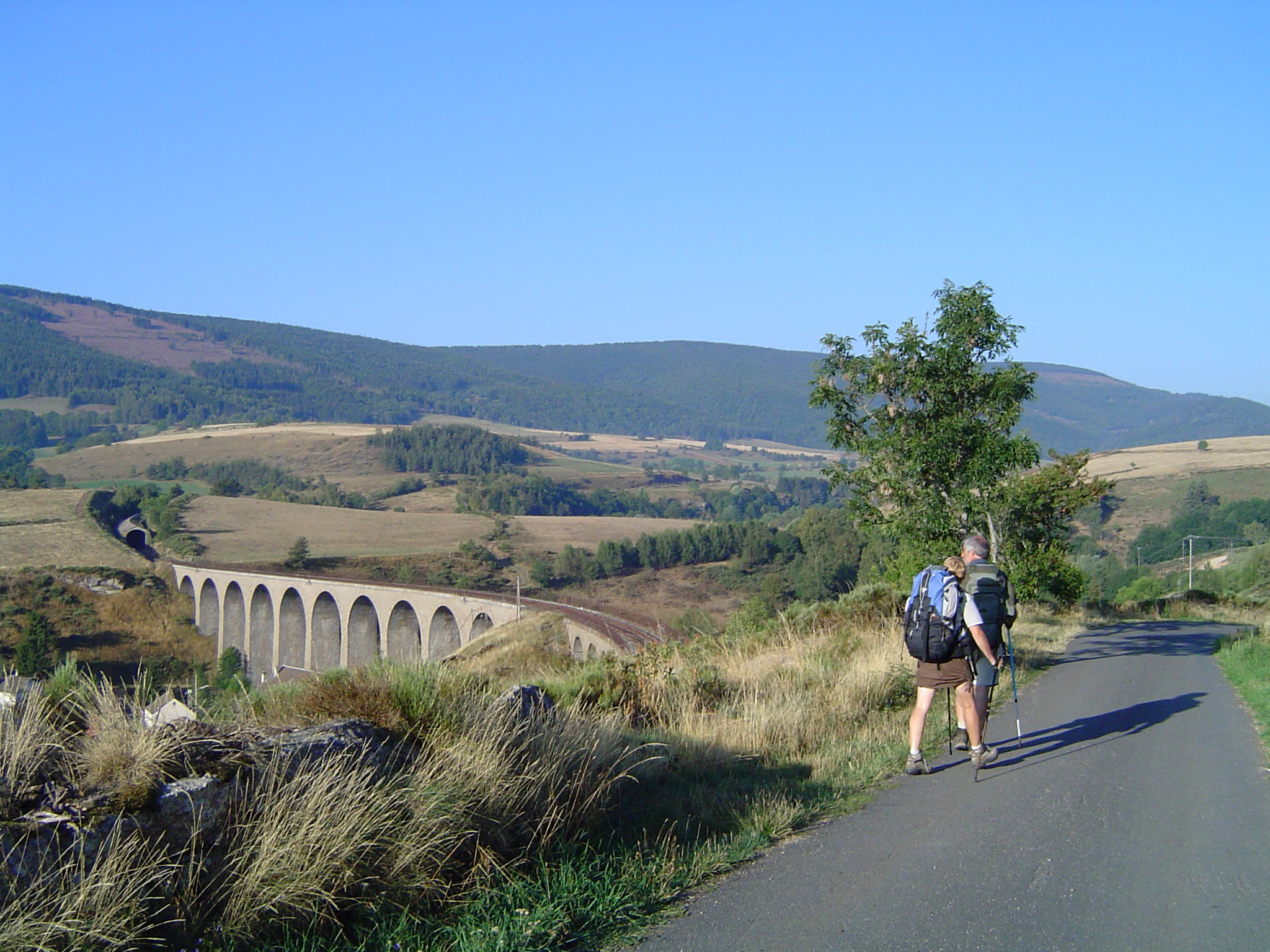
Vue depuis le GR70.
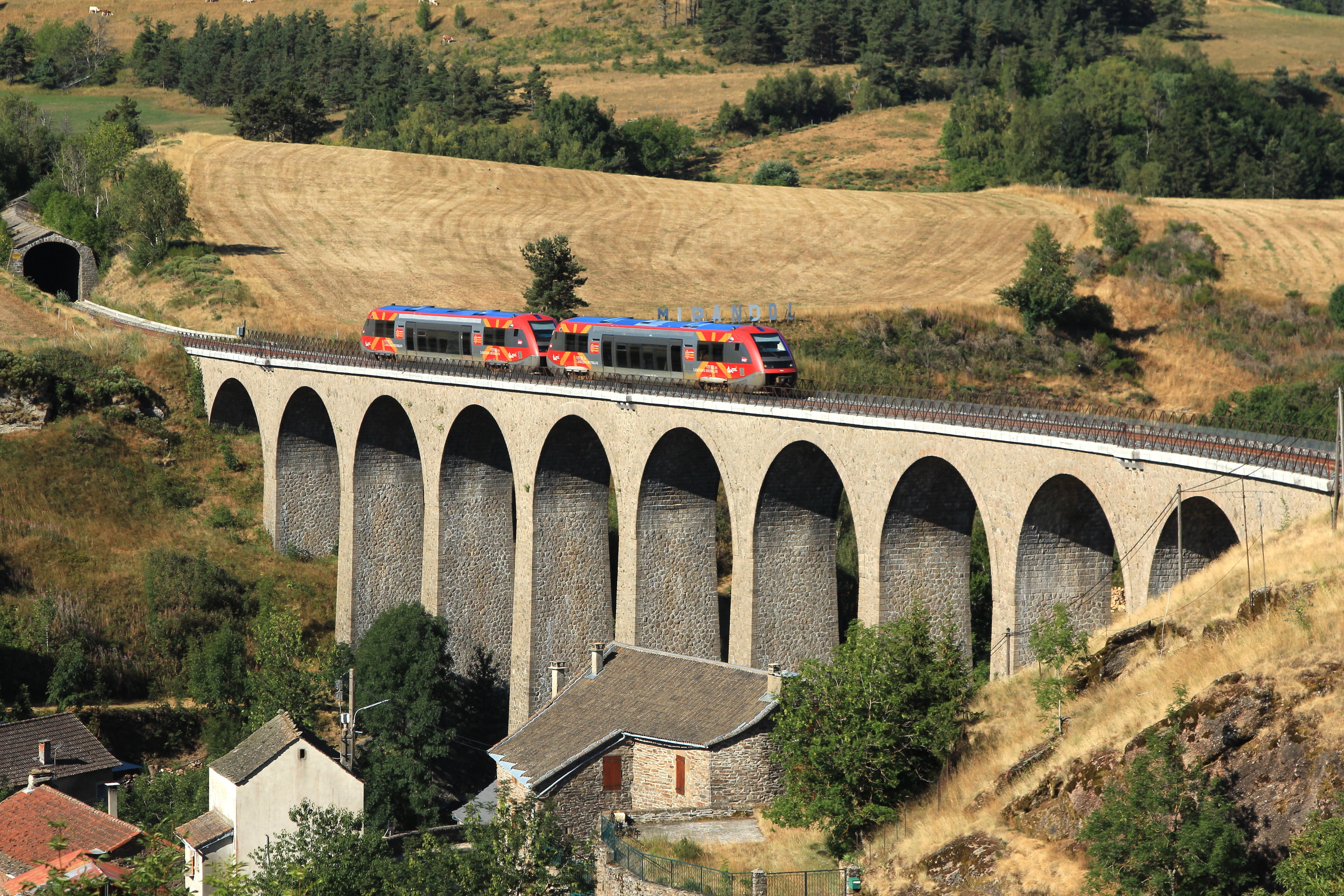
Au-dessus du hameau de Mirandol.
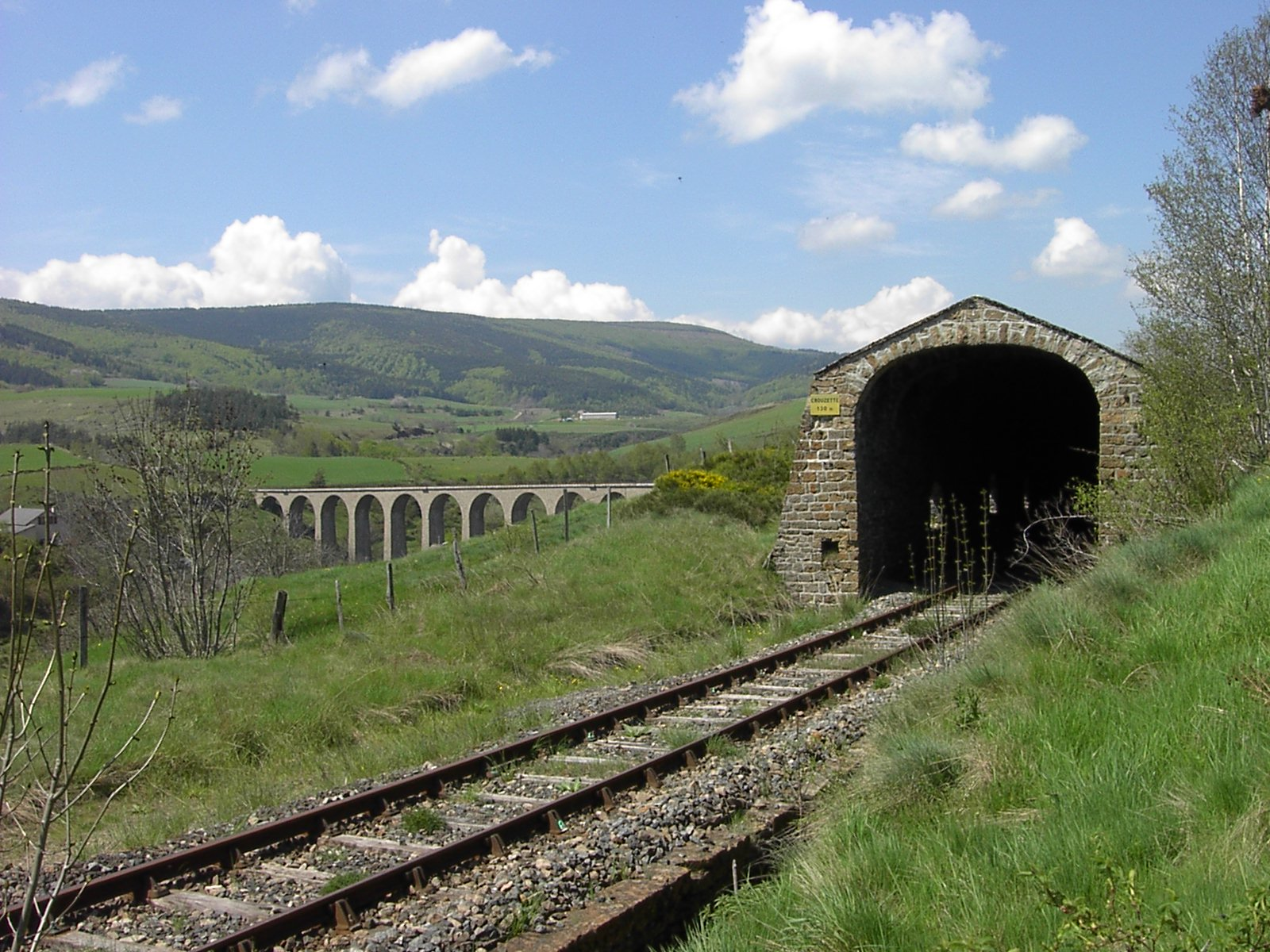
Entrée de la galerie pare-congère de la Crouzette (130 m), à l'Est du viaduc.

## Randonnée
Le viaduc est approché par le chemin de Stevenson (GR70) reliant Le Puy-en-Velay (Haute-Loire) à Alès (Gard).